# Hut Records
VC Recordings/Hut Records — це колишня британська фірма звукозапису, яка існувала з 1990 по 2004 рік.

## Історія
Компанія була створена 1990 року в Лондоні як підрозділ Virgin Records, який  спеціалізувався на незалежних виконавцях. Її засновником був колишній працівник Rough Trade Records Девід Бойд, що намагався зробити з Hut Records невеличкий лейбл звукозапису, схожий на американський Elektra Records. Назва компанії, яка перекладається як «хатина», відображала її порівняно незалежний статус: «Це частина компанії [Virgin Records], але не частина основної будівлі» — пояснював Бойд.
Першими колективами, чиї альбоми виходили на Hut Records, були Moose та Revolver, а також американський гурт The Smashing Pumpkins, чиї альбоми в США виходили на лейблі Caroline Records . Після цього лейбл видавав багато альбомів місцевих виконавців, зокрема, Placebo, Embrace, The Verve та The Music . Найбільшим успіхом лейблу став альбом The Verve Urban Hymns, що вийшов 1997 року та розійшовся накладом у 7,5 млн примірників.
На початку 2000-х років Hut Records входив до складу EMI разом з Innocent Records  та Virgin Records. 2004 року лейбл було закрито.

## Колишні виконавці
- Acetone (інші мови)
- Річард Ешкрофт
- The Burn
- Neneh Cherry
- Crackout (інші мови)
- Daryll-Ann (інші мови)
- Drop Nineteens (інші мови)
- Embrace
- Gomez
- David Gray (інші мови)
- Luke Haines (інші мови)
- Heron (інші мови)
- Hobotalk (інші мови)
- James Iha
- Jepp
- Jon Spencer Blues Explosion (інші мови)
- Marianne Faithfull
- David McAlmont
- Moose (інші мови)
- The Music(інші мови)
- Neneh Cherry
- One Inch Punch(інші мови)
- The Origin (інші мови)
- Placebo
- Revolver(інші мови)
- Royal Trux (інші мови)
- The Smashing Pumpkins
- Stephanie Kirkham (інші мови)
- These Animal Men (інші мови)
- Toiling Midgets (інші мови)
- Urban Dance Squad (інші мови)
- The Verve
- Whale (інші мови)
- μ-ziq (інші мови)